# Ursaul
Ursaul ist ein Weiler mit etwa 60 Einwohnern (2012) von Stockach im baden-württembergischen Landkreis Konstanz in Deutschland.

## Lage
Der zum Stadtteil Winterspüren gehörende Ort liegt rund 3,8 Kilometer nordöstlich der Stockacher Stadtmitte auf einer Höhe von etwa 600 m ü. NHN (Vesperstube). Südwestlich von Ursaul erhebt sich das bis zu 630,4 m ü. NHN hohe Käpfle.